# Din mor-jokes
 Der er for få eller ingen kildehenvisninger i denne artikel, hvilket er et problem. Du kan hjælpe ved at angive troværdige kilder til de påstande, som fremføres i artiklen.

En din mor-joke fornærmer ved henvisning til modpartens mor i sætninger indledt med "din mor". Fornærmelsen "din mor..." får næring fra børns naturlige ærbødighed for forældrene. Det gør dem særligt fornærmende. "Din mor" kan kombineres med de fleste fornærmelser, men antydninger af promiskuitet er særligt udbredt. Fornærmelser baseret på overvægt, incest, alder, race, fattigdom, dårlig hygiejne, grimhed eller dumhed kan let kombineres med "din mor ... ".
På engelsk bruges "yo mama", "yo momma", "yer ma", "ya mum", "your mum" eller "your mom" afhængigt af dialekten. Fornærmelser med "din mor" er almindeligt anvendt, når der udveksles familierelaterede fornærmelser. Et dansk eksempel kunne være "Din mor er så fed, at hun skal sove i dobbeltseng" 
Selv om udtrykket har en lang historie med beskrivelser (som den gamle for det meste harmløse fornærmelse "din mor går i militærstøvler"), er sætningen "yo mama" i sig selv en udsøgt fornærmelse eller er et udtryk for trods.

## Historisk anvendelse
Shakespeare lader i Titus Andronicus, 4. akt, 2. scene Aaron håne sin elskers sønner:
| Citat | Demetrius: "Villain, what hast thou done?" Aaron: "That which thou canst not undo." Chiron: "Thou hast undone our mother." Aaron: "Villain, I have done thy mother." | Citat |
|       | |       |